# Hamrar
Hamrar är en kulle i republiken Island. Den ligger i regionen Norðurland vestra, 130 km norr om huvudstaden Reykjavík. Toppen på Hamrar är 185 meter över havet.
Trakten runt Hamrar är nära nog obefolkad, med mindre än två invånare per kvadratkilometer. Närmaste större samhälle är Hvammstangi, omkring 19 kilometer nordväst om Hamrar. Trakten runt Hamrar består i huvudsak av gräsmarker.